# Ветава
Ветава (рум. Vătava) — село у повіті Муреш в Румунії. Адміністративний центр комуни Ветава.
Село розташоване на відстані 299 км на північ від Бухареста, 48 км на північ від Тиргу-Муреша, 90 км на схід від Клуж-Напоки.

## Населення
За даними перепису населення 2002 року у селі проживали 819 осіб.
Національний склад населення села:
| Національність | Кількість осіб | Відсоток |
| -------------- | -------------- | -------- |
| румуни         | 727            | 88,8%    |
| цигани         | 90             | 11,0%    |

Рідною мовою назвали:
| Мова      | Кількість осіб | Відсоток |
| --------- | -------------- | -------- |
| румунська | 746            | 91,1%    |
| циганська | 71             | 8,7%     |